# Mirjana Božović

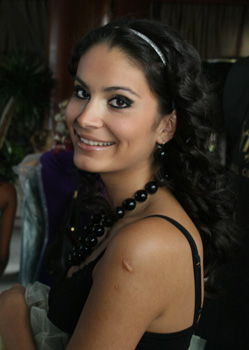
Auftritt von Mirjana Božović bei der Miss World-Wahl 2007 in China

Mirjana Božović (serbisch-kyrillisch Мирјана Божовић, * 1987) ist ein serbisches Model sowie die erste offizielle Miss Serbien 2007. Sie vertrat Serbien bei der Miss-World-Wahl 2007 in Sanya, China. 2010 trat Božović in der Reality-TV-Show Farma Srbija auf.